# معركة سير
معركة سير (بالإنجليزية: Battle of Cer)‏ هي حملة عسكرية دارت بين الإمبراطورية النمساوية المجرية وصربيا في أغسطس عام 1914، بدأت بعد ثلاثة أسابيع من حملة صربيا والعمل العسكري الأولي للحرب العالمية الأولى. جرت المعركة حول جبل سير والعديد من القرى المحيط إلى جانب بلدة شاباتس.
بدأت المعركة، وهي تُعتبر جزءًا من الغزو النمساوي المجري الأول لصربيا، في ليلة 15 أغسطس عندما واجهت عناصر من الفرقة الصربية الموحدة الأولى مراكز متقدمة للجيش النمساوي المجري التي تم تشكيلها على منحدرات جبل سير في وقت سابق من الغزو. تصاعدت الاشتباكات التي أعقبت ذلك إلى معركة للسيطرة على عدة مدن وقرى بالقرب من الجبل، ولا سيما في شاباتس. في 19 أغسطس، انهارت معنويات النمساويين المجريين وتراجع آلاف الجنود إلى مواقعهم، وغرق العديد منهم في نهر درينا أثناء فرارهم في حالة من الذعر. ثم في 24 أغسطس، عاد الصرب إلى شاباتس إيذانًا بنهاية المعركة.
بلغت الخسائر الصربية بعد نحو عشرة أيام من القتال ما بين 3000 – 5000 قتيل و 15،000 جريح. فاقت الخسائر النمساوية المجرية ذلك بكثير، فقد قُتل ما بين 6000 – 10,000 جندي وجُرح تقريبًا 30,000 منهم وتم أخذ 4500 كأسرى حرب. عُدَّ انتصار الصرب على النمساويين المجريين بمثابة الانتصار الأول لقوات الحلفاء على قوى المركز في الحرب العالمية الأولى، وأول قتال حربي جوية جرى خلال المعركة.

## المعركة

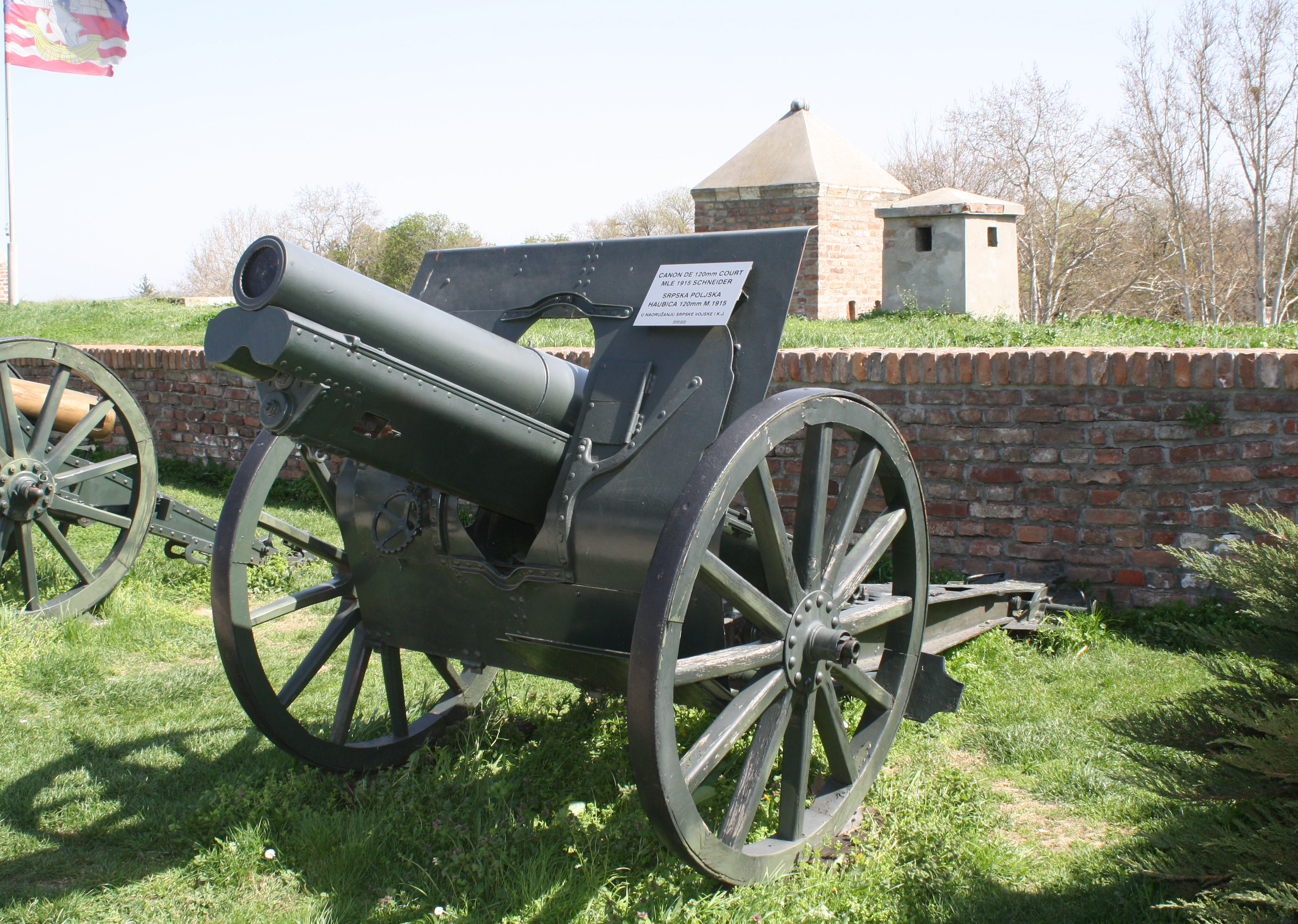
المدفع الفرنسي عيار 120 من طراز 1915 شنايدر، وهو مدفع هاوتزر ميداني عيار 120 ملم استخدمه الجيش الصربي في الحرب العالمية الأولى، وهو جزء من المعرض الخارجي لمتحف بلغراد العسكري في حصون كاليمجدان.

### البداية
في الفترة من 29 يوليو وحتى 11 أغسطس، شنَّ الجيش النمساوي المجري سلسلة من الهجمات المعتمدة على المدفعيات في شمال وشمال غرب صربيا، وتمكن في وقت لاحق من استغلال عمليات القصف من خلال بناء نظام من جسور العائمة عبر نهري سافا ودرينا. أدرك الصرب أنه من المستحيل على قواتهم تخطي كامل الحدود النمساوية الصربية، التي تمتد إلى 340 ميلًا (550 كم). ولذلك، أمر بوتنيك الجيش الصربي بالتراجع عن خط الدفاع التقليدي وقرر جمع معظم قواته في شوماديا، حيث يمكنها التحرك بسرعة إما شمالًا أو غربًا. تمركزت القوات بشكل أساسي في قريتي فاليفو وأوزيتشى ثم تم نشر مفارز خاصة في نقاط هامة على الحدود. وفي هذه المرحلة، كان كل ما يمكن أن تفعله هيئة الأركان العامة الصربية هو الانتظار حتى تتحقق خطة الغزو النمساوية المجرية.
استمر القصف المدفعي على كل من بلغراد وسميديريفو وفيليكو غراديشتي بشكل كبير، على الرغم من عدد من المحاولات الفاشلة لعبور نهر الدانوب لكن هذا ما أدَّى إلى خسائر فادحة بين النمسا والمجر. تمركزت معظم القوات النمساوية المجرية في البوسنة، لكن لم يتمكنوا من تضليل هيئة الأركان العامة الصربية بهذه المؤامرات والخدع على نهر الدانوب. في وقت لاحق، حاول النمساويون المجريون عبور نهر درينا في ليوبوفيجا ونهر سافا في شاباتس، واعتُبرت هذه الهجمات أكثر أهمية من التي قبلها. في 12 أغسطس، دخلت القوات النمساوية المجرية صربيا عبر مدينة لوزنيكا، وعبرت نهر درينا. وهناك، في قرية ليشنيتشا، قام فيلق الجيش النمساوي المجري الثالث عشر بعملية عبور، بينما عبر فيلق الجيش النمساوي المجري الرابع نهر سافا في اليوم نفسه إلى الشمال من شاباتس، وعبرت القوات النمساوية المجرية الأخرى نهر درينا. وتم الاستيلاء على مدينة شاباتس على الفور. في 14 أغسطس، عبر النمساويون المجريون، من خلال تشكيل جبهة على امتداد 100 ميل (160 كم)، الأنهار وتلاقوا في فاليفو. تحرك الجيشان النمساوي المجري الثاني والخامس نحو بلغراد حيث واجهوا الجيوش الصربية (الأول والثاني والثالث). في 15 أغسطس، أمر بوتنيك قواته بتنظيم هجوم مضاد.